# Jeannie Longo-Ciprelli
Jeannie Longo (* 31. Oktober 1958 in Saint-Gervais-les-Bains, Département Haute-Savoie) ist eine französische Radrennfahrerin. Sie errang zahlreiche Titel sowohl auf der Straße als auch auf der Bahn und ist die erfolgreichste Radsportlerin bisher. Sie hält geschlechtsübergreifend den Rekord von dreizehn Weltmeistertiteln im Radsport.

## Sportliche Karriere
Longo begann ihre sportliche Karriere im nordischen und alpinen Skisport. Nachdem sie im Skilanglauf die französischen Schülermeisterschaften (1975) und drei Studentenmeisterschaften im alpinen Ski gewonnen hatte, wechselte sie auf Anraten ihres Trainers zum Radsport.
Sie verbesserte mehrfach den Stundenweltrekord. Ihr Rekord nach altem UCI-Reglement vom 26. Oktober 1996 (48,159 km erreicht in Mexiko-Stadt) ist bislang ungeschlagen. Ihr Stundenweltrekord nach neuem UCI-Reglement vom 7. Dezember 2000 lag bei 45,094 km (erreicht in Mexiko-Stadt), wurde aber am 1. Oktober 2003 von Leontien Zijlaard-van Moorsel überboten (46,065 km in Mexiko-Stadt). Der von ihr 1987 aufgestellte Stundenweltrekord in Colorado Springs wurde vom Weltradsportverband Union Cycliste Internationale (UCI) annulliert, weil sie positiv auf die Einnahme von Ephedrin getestet worden war. Von 1981 bis 1983 erhielt sie die Auszeichnung Palmes d’or, Trophée féminin für die beste französische Radrennfahrerin des Jahres.

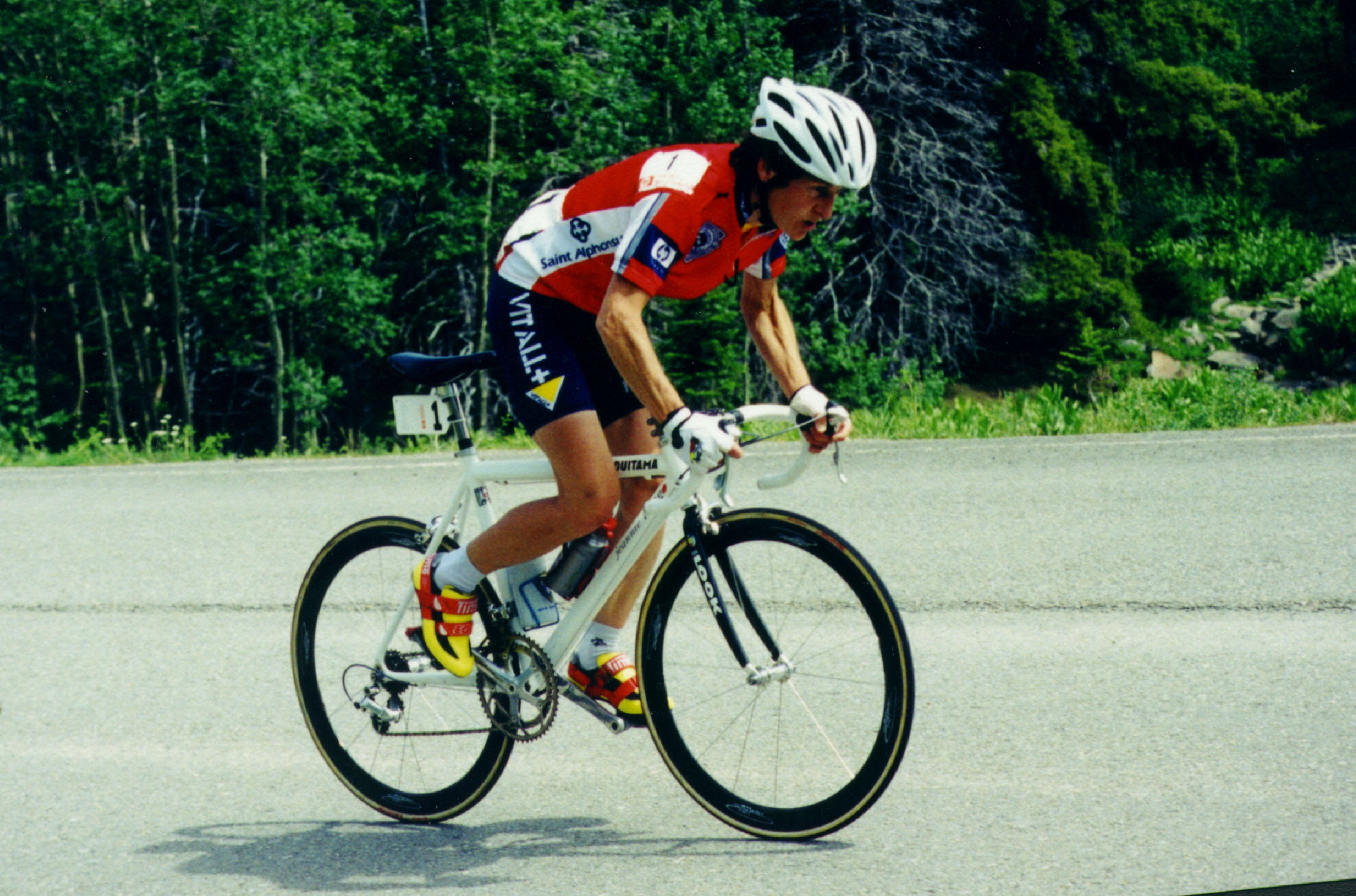
Jeannie Longo (2000)

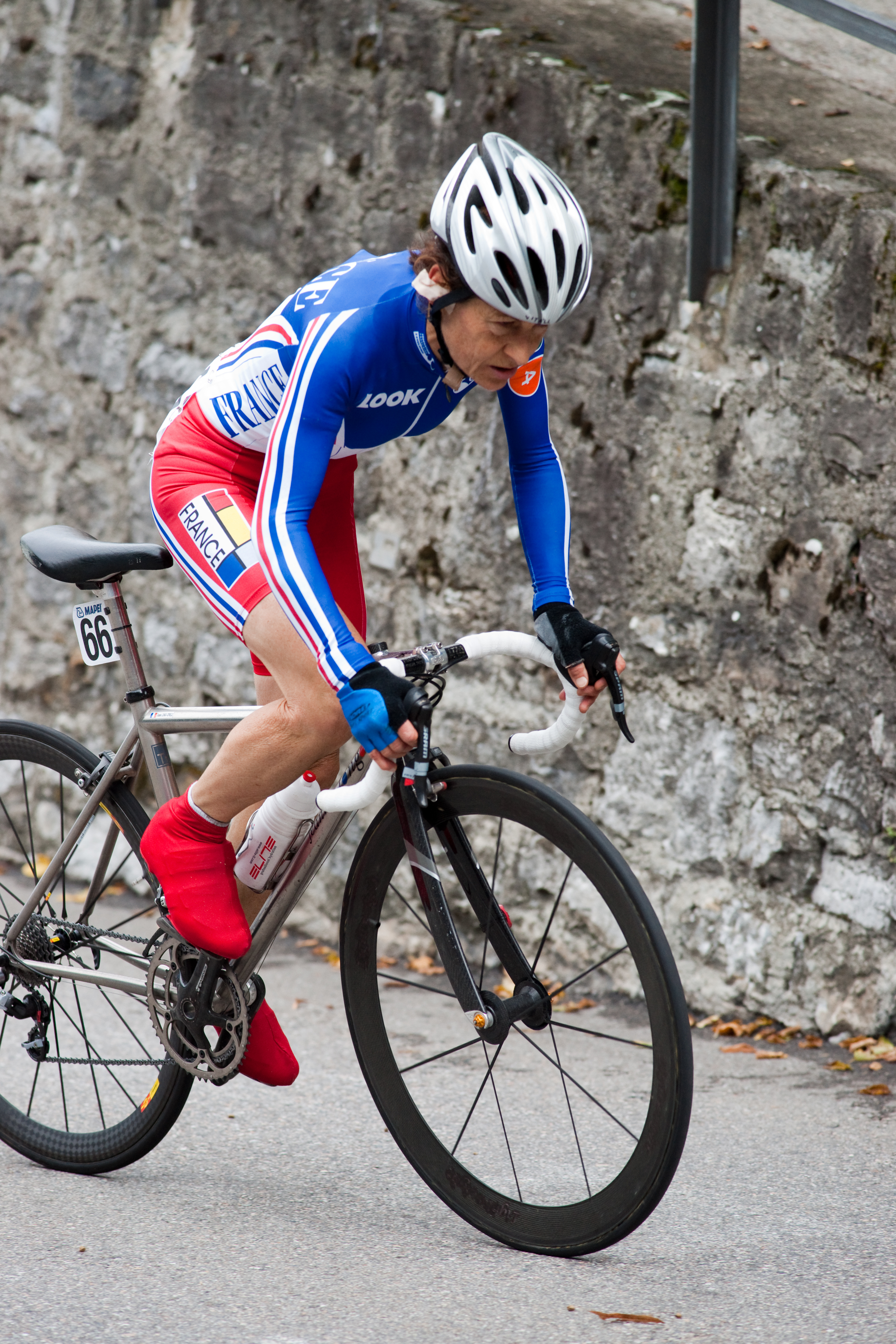
Jeannie Longo in Mendrisio (2009)

Zwischen 1989 und 1991 unterbrach sie ihre sportliche Karriere. In Peking startete sie bei den Olympischen Sommerspielen 2008 zum siebenten Mal bei Olympischen Spielen und verfehlte die Bronzemedaille im Einzelzeitfahren nur um eine Sekunde. Sie gehört zu den Sportlern mit den meisten Olympiateilnahmen überhaupt.

### Dopingvorwürfe eines Ex-Profis und Ermittlungsverfahren 2011
Im September 2011 wurde ein Verfahren gegen Jeannie Longo eingeleitet, da sie die Meldepflicht ihres Aufenthaltsorts dreimal in 18 Monaten verletzt hatte; ihr drohte eine Sperre von drei bis 24 Monaten. Daraufhin verzichtete sie auf den geplanten Start bei den UCI-Straßen-Weltmeisterschaften 2011.
Außerdem sah sich Longo mit öffentlichen Vorwürfen des Ex-Profis Joe Papp konfrontiert, gegen den selbst wegen Dopings ermittelt wurde. Aufgrund dessen ordnete ein Gericht in Grenoble Ermittlungen gegen Longos Ehemann und Trainer Patrice Ciprelli an. Joe Papp hatte in einem Zeitungsinterview behauptet, Patrice Ciprelli habe im Jahr 2007 bei ihm EPO gekauft, das für seine Frau Jeannie Longo gedacht gewesen sei. Im März 2017 wurde Ciprelli wegen der Einfuhr von EPO von einem Gericht zu einem Jahr Haft auf Bewährung verurteilt.
Das Verfahren gegen Longo-Ciprelli wurde vom französischen Radsportverband im November 2011 eingestellt, da sie seit April 2010 nicht darüber informiert worden sei, dass sie noch zu den Fahrerinnen gehöre, die sich Trainingskontrollen zu unterwerfen haben. Daher sei sie für das dreimalige Verpassen der Kontrollen nicht verantwortlich.

### Privates und Berufliches
Jeannie Longo studierte Informatik und Mathematik am Institut d’études commerciales de Grenoble, hat ein Diplom als Sportökonomin und ist seit 1987 Sportprofessorin. Im gleichen Jahr heiratete sie ihren Trainer Patrice Ciprelli.

## Auszeichnungen
- 1987 wurde Longo von der Sportzeitung L’Équipe zu Frankreichs Sportlerin des Jahres („Champion des champions“) gewählt.
- Zum 1. Januar 2011 erhielt sie die höchste zivile Auszeichnung Frankreichs und wurde in den Rang eines Kommandeurs der Ehrenlegion (französisch: L’ordre national de la Légion d’honneur) aufgenommen.[8]
- Longo ist in die UCI-Radsport-Hall of Fame aufgenommen worden. Sie ist die einzige Person, die dies während ihrer noch laufenden Karriere erreicht hat.

## Palmarès
Insgesamt errang Jeannie Longo bisher 1278 Siege, 115 Rundfahrtsiege, 38 Weltrekorde, ist 59-fache französische Meisterin und weiterhin aktiv. Sie errang 112 Medaillen bei Olympischen Spielen, Weltmeisterschaften und französischen Meisterschaften. Jeannie Longo erreichte mehr als doppelt so viele Siege wie der erfolgreichste männliche Radsportler, Eddy Merckx.

### Skisport
- 1973: Jugend-Europameisterin Skilanglauf (Staffel)
- 1975: französische Jugendmeisterin im Skilanglauf
- 1979: dreifache französische Studentenmeisterin in Abfahrt und Slalom
- 1982: Weltmeisterin „Skilanglauf der Stadtbewohner“

### Radsport
- 1985: Weltmeisterin Straße, Super Prestige Pernod
- 1986: Weltmeisterin Straße, Weltmeisterin Verfolgung, Super Prestige Pernod
- 1987: Sieg Tour de France féminin, Weltmeisterin Straße, Super Prestige Pernod
- 1988: Sieg Tour de France féminin, Weltmeisterin Verfolgung
- 1989: Sieg Tour de France féminin, Weltmeisterin Straße, Weltmeisterin Verfolgung, Weltmeisterin Punktefahren
- 1992: Silbermedaille Olympische Sommerspiele Straße
- 1995: Weltmeisterin Straße, Weltmeisterin Zeitfahren
- 1996: Olympiasiegerin Straße, Olympiazweite Zeitfahren, Weltmeisterin Zeitfahren
- 1997: Weltmeisterin Zeitfahren
- 2000: Bronzemedaille Olympische Sommerspiele Straße
- 2001: Weltmeisterin Zeitfahren
- 2006: Sieg französische Staatsmeisterschaft Straße
- 2006: Sieg französische Staatsmeisterschaft Einzelzeitfahren
- 2008: Sieg französische Staatsmeisterschaft Straße
- 2008: Sieg französische Staatsmeisterschaft Einzelzeitfahren
- 2008: Platz vier Olympische Sommerspiele Einzelzeitfahren
- 2009: Sieg französische Staatsmeisterschaft Einzelzeitfahren
- 2010: Sieg französische Staatsmeisterschaft Einzelzeitfahren
- 2011: Sieg französische Staatsmeisterschaft Einzelzeitfahren